# 熱液系統
热液循环（Hydrothermal circulation）最常规的理解就是热水循环（古希腊语ὕΔωρ，“水”和θρμη，“热”），热液循环通常发生在地球地壳内的热源附近，一般来说，是在活火山附近，但也可能出现在与花岗岩侵入有关的地壳深处，或造山运动或变质作用的结果。

## 海底热液循环
海洋中的热液循环是水流流过大洋中脊系统的过程。
该术语既包括洋脊顶部附近众所周知的高温喷口水流的循环，也包括了流经洋脊远处沉积物和玄武岩的温度更低的扩散水流  。前一种循环类型有时称为“主动型”，而后一种则称为“被动型”，这两种情况的原理都相同：寒冷、稠密的海水沉入海底玄武岩中，在一定的深度被加热，然后由于密度变小而回升至岩石-海水界面。主动型喷口的热源是新形成的玄武岩，温度最高的喷口则是下方的岩浆房；被动型喷口的热源则是仍在冷却的旧玄武岩。海底热流研究表明，由于被动型热液循环系统还一直在持续中，海洋地壳中的玄武岩需要数百万年才能完全冷却。
热液喷口是海底热液流与上覆海洋混合的位置，也许最著名的喷口形式就是被称为黑烟囱的天然烟囱。

## 火山和岩浆相关的热液循环

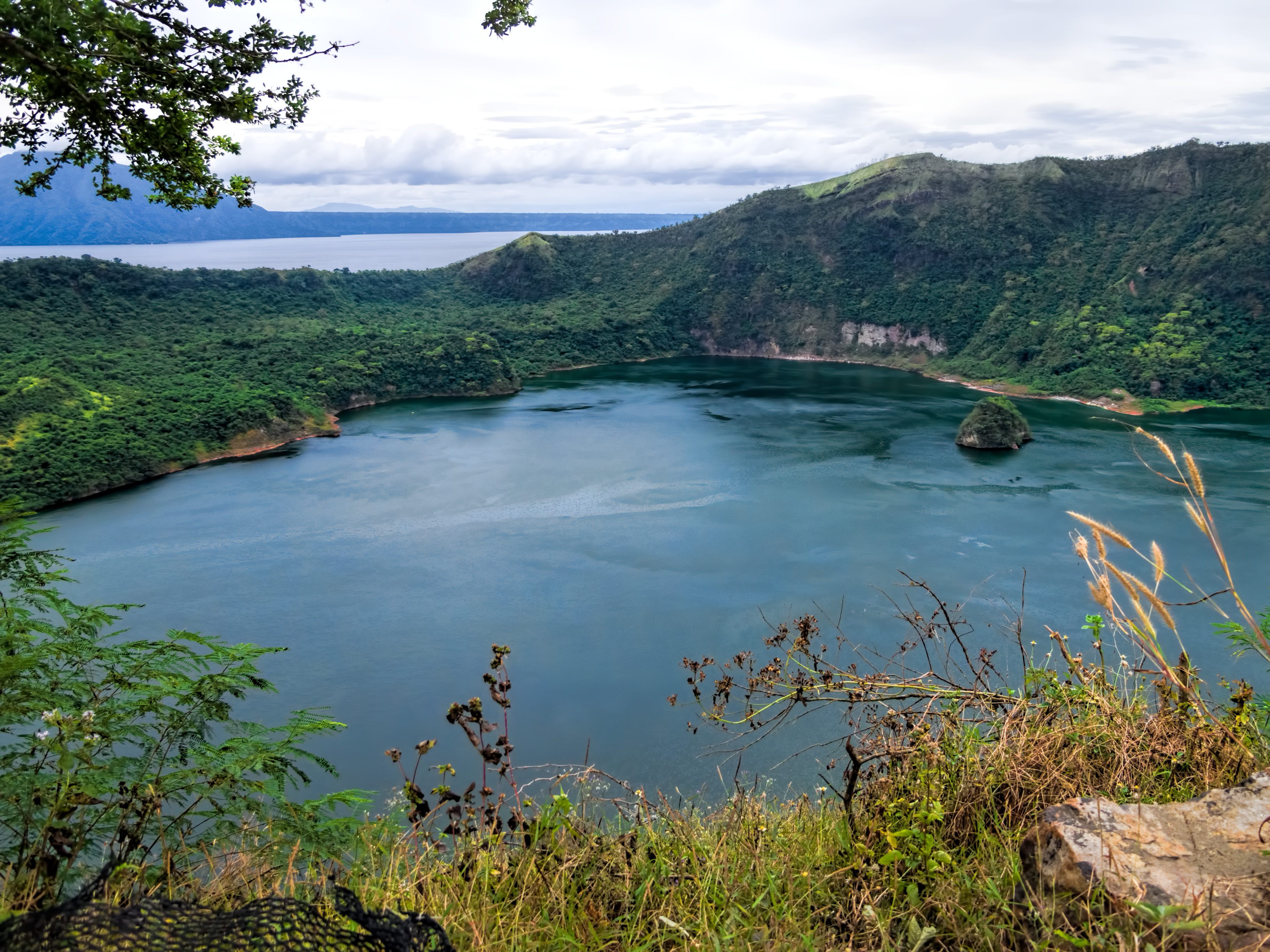
存在热液循环对流单元的塔尔火山主火山口湖

热液循环不限于洋脊环境，热液循环对流单元可出现在任何与地下水系统接触的特殊热源，如侵入岩浆、火山口、隱沒帶等地方。这种对流可表现为热液爆炸、间歇泉和温泉，尽管情况也并非总是如此。  
了解与火山和岩浆相关的热液循环意味着需研究热液爆炸、间歇泉、温泉和其他相关系统及它们与相关地表水和地下水体的相互作用。观察这种现象的最佳环境通常是存在温泉和间歇泉的火山湖。这些湖泊中的对流系统通过向下渗透过湖床的冷湖水，与被岩浆或余热加热的地下水混合，并在排放点上涌形成温泉。
在这些环境中，热液对流单元、温泉或间歇泉的存在不仅取决于有较冷水体和地热，而且很大程度上还取决于地下水位必须无流动界限。

## 深层地壳
热液还涉及水在地壳深处的输送和循环，一般是从热岩区到冷岩区，这种对流的原因可能是： 
- 岩浆侵入地壳；
- 冷却花岗岩产生的放射性热；
- 来自地幔的热量；
- 山脉形成的落差，例如大自流盆地；
- 变质岩脱水，释放水；
- 深埋沉积物的释水。

热液循环，特别是地壳深处的热液循环，是形成矿物矿床的主要原因，也是大多数矿床成因理论的基石。 

### 热液矿床
在20世纪初期，许多地质学家致力于对认为是由向上流动的水溶液形成的热液矿床进行分类。瓦尔德马尔·林格伦（Waldemar Lindgren，1860年-1939年）根据对沉积流体温度和压力条件的理解进行了分类。其术语：“低温”、“中温”、“超热”和“远热”，表示温度降低和与深源距离的增加。近期的研究只保留了“超热”的说法。1985年，约翰·吉尔伯特（John Guilbert）对林格伦热液矿床系统的修订包括以下内容：
- 上涌的热液、岩浆或大气降水 
  - 斑岩铜和其他矿床，200-800摄氏度、中等压力；
  - 火成岩变质，300–800摄氏度、低压至中压；
  - 科迪勒拉矿脉，中等至浅层深度
  - 浅成热液矿床，浅层至中层，50-300摄氏度，低压；
- 热大气溶液流 
  - 密西西比河谷型矿床，25-200摄氏度，低压；
  - 美国西部铀矿，25-75摄氏度，低压；
- 热海水流 
  - 洋脊矿床，25–300摄氏度，低压。

## 另请查看
- 热液硫化物
- 地温梯度
- 水热合成法